# غيديون مانتل
غيديون ألغيرنون مانتل (3 فبراير 1790-10 نوفمبر 1852) طبيب توليد وجيولوجي وعالم حفريات بريطاني. شكلت محاولاته لإعادة بناء هيكل وحياة ديناصور الإغوانودون بداية الدراسة العلمية للديناصورات: في عام 1822 كان مسؤولًا عن اكتشاف (وتحديد الهوية النهائية) للأسنان الأحفورية الأولى، وبعد ذلك جزء كبير من الهيكل العظمي للإغوانودون. كان عمل مانتل في العصر الطباشيري لجنوب إنجلترا مهمًا أيضًا.

## بداية حياته ومسيرته المهنية الطبية
ولد مانتل في لويس، ساسكس باعتباره المولود الخامس لتوماس مانتل، صانع الأحذية، وسارة أوستن. نشأ في كوخ صغير في جادة سانت ماري مع شقيقتيه الاثنتين وأشقائه الأربعة. عندما كان شابًا، أظهر اهتمامًا خاصًا بمجال الجيولوجيا. استكشف المناجم والمحاجر في المناطق المحيطة، واكتشف الأمونيت، وأصداف قنافذ البحر، وعظام الأسماك، والمرجان، وبقايا الحيوانات النافقة المتآكلة. لم يتمكن أطفال مانتل من الدراسة في المدارس الإعدادية المحلية لأن مانتل الأكبر كان من أتباع الكنيسة الميثودية وتم تخصيص 12 مدرسة مجانية للأطفال الذين نشأوا في العقيدة الأنجليكانية. نتيجة لذلك، تلقى غيديون تعليمه في مدرسة منزلية في سانت ماري لين، وتعلم القراءة والكتابة الأساسية من امرأة عجوز. بعد وفاة معلمته، تلقى مانتل تعليمه على يد جون باتون، وهو يميني راديكالي فلسفيًا يمتلك معتقدات سياسية مماثلة لوالد مانتل. أمضى مانتل عامين مع باتون، قبل إرساله إلى عمه، وهو قسيس معمداني، في سويندون، لفترة من الدراسة الخاصة.
عاد مانتل إلى لويس في سن الخامسة عشر. حصل مانتل على تدريب مهني مع جراح محلي يدعى جيمس مور بمساعدة زعيم حزب يميني محلي. بقي تلميذًا لمور في لويس لمدة خمس سنوات، اعتنى مور خلالها بمانتل من ناحية الطعام والسكن والمسائل الطبية. تضمنت واجبات التدريب المهني المبكرة لمانتل تنظيف القوارير، وكذلك فصل الأدوية وترتيبها. سرعان ما تعلم كيفية صنع الحبوب والمنتجات الصيدلانية الأخرى. قدم أدوية مور، وحافظ على حساباته، وكتب الفواتير وقلع الأسنان لمرضاه. توفي توماس مانتل في 11 يوليو 1807، عن عمر يناهز 57 عامًا. ترك لابنه بعض المال من أجل دراساته المستقبلية. عندما شارف وقته في التدريب المهني على الانتهاء، بدأ يتعجل في تعليمه الطبي. بدأ في تعليم نفسه علم التشريح البشري، وقام في النهاية بتفصيل معرفته الجديدة في مجلد بعنوان تشريح العظام ودوران الدم، الذي احتوى على عشرات الرسومات التفصيلية لمواصفات الهيكل العظمي للجنين والكبار. سرعان ما بدأ مانتل تعليمه الطبي الرسمي في لندن. حصل على دبلومه كعضو في الكلية الملكية للجراحين عام 1811. بعد أربعة أيام، حصل على شهادة من المؤسسة الخيرية لولادة النساء المتزوجات في مساكنهن، التي سمحت له بالعمل في وظائف القبالة.
عاد إلى لويس، ودخل على الفور شراكة مع سيده السابق، جيمس مور. وجد مانتل نفسه في أعقاب أوبئة الكوليرا والتيفوئيد والجدري، مشغولًا للغاية في رعاية أكثر من 50 مريضًا يوميًا وتوليد ما بين 200 و300 طفل سنويًا. وكما يتذكر لاحقًا، كان عليه أن يظل مستيقظا «ست أو سبع ليال متتالية» بسبب واجبات الدكتوراه الهائلة. تمكن من زيادة أرباح ممارسته من 250 دولارًا إلى 750 دولارًا سنويًا. على الرغم من انشغاله بشكل أساسي بإدارة عيادته الطبية المزدحمة في البلاد، فقد قضى وقت فراغه القليل في متابعة شغفه، في الجيولوجيا، وغالبًا ما كان يعمل في الساعات الأولى من الصباح في تعريف العينات الأحفورية التي وجدها في مناجم مارل في هامسي. في عام 1813، بدأ مانتل في التراسل مع جيمس سويربي. تلقى سويربي، عالم الطبيعة والرسام الذي قام بفهرسة الأصداف الأحفورية، من مانتل العديد من العينات المتحجرة. تقديرًا للعينات التي قدمها مانتل، أطلق سوربي على أحد الأنواع اسم أمونيت مانتيلي. في 7 ديسمبر، تم انتخاب مانتل ليكون زميلًا في جمعية لينيان في لندن. بعد ذلك بعامين، نشر أول ورقة بحثية له حول خصائص الحفريات الموجودة في منطقة لويس.
في عام 1816، تزوج ماري آن وودهاوس، ابنة أحد مرضاه السابقين الذي توفي قبل ذلك بثلاث سنوات، والتي تبلغ من العمر 20 عامًا. نظرًا لأنها لم تكن تبلغ من العمر 21 عامًا وما تزال قاصرة تقنيًا بموجب القانون الإنجليزي، كان عليها الحصول على إذن من والدتها ورخصة خاصة للزواج من مانتل. بعد الحصول على الموافقة والترخيص، تزوجت من مانتل في 4 مايو في كنيسة سانت ماريليبون. في ذلك العام، اشترى عيادته الطبية الخاصة وتم تعيينه في منصب في مستشفى المدفعية الملكية، في رينغمر، لويس.